# Enzo Boni Baldoni
Enzo Boni Baldoni (Cavriago, 1906 – 1972) è stato un religioso italiano.
Sacerdote resistente, ospitò le famiglie ebree nella sua parrocchia di Quara di Toano, dove accolse militari italiani e stranieri fuggiti dal campo di Fossoli dopo l'armistizio dell'8 settembre e tenne armi per i partigiani. Divenne nel 2001 Giusto tra le Nazioni. È morto nel maggio 1972.
Nato a Cavriago nel 1906, durante il suo ministero di parroco a Quara di Toano nell'Appennino reggiano, fu artefice della salvezza delle famiglie di Enzo Modena di Milano, di Lazzaro Padoa di Reggio Emilia e di Leone Padoa di Modena.